# Monumento a Brigham Young
El Monumento a Brigham Young es un monumento histórico de bronce localizado en la acera norte de la intersección de las calles Main y South Temple del Templo de Salt Lake City, en el estado de Utah (Estados Unidos). Fue erigido en honor del pionero colonizador, el gobernador de Utah, y presidente de la Iglesia SUD Brigham Young, quien llevó a los pioneros mormones hasta el Territorio de Utah en 1847. La base del monumento de veinticinco pies tiene la figura en bronce de un indio mirando hacia el este y la de un cazador de pieles mirando hacia el oeste, ambos precedieron a los colonos mormones. En el lado sur se encuentra un bajorrelieve de bronce de un hombre pionero, una mujer y un niño, mientras que otra placa de bronce tiene una lista de los pioneros que llegaron al Valle del Lago Salado el 24 de julio de 1847, y su equipo.
El Monumento a Brigham Young fue exhibido por primera vez en la Exposición Mundial Colombina en 1893. Se mantuvo brevemente después en la Manzana del Templo y fue trasladado a continuación a la intersección de las calles Main y South Temple en 1897, donde se mantuvo hasta 1993, cuando se trasladó unos metros al norte de su ubicación actual.